# Bert Trautmann
Bernhard Carl „Bert“ Trautmann, OBE (* 22. Oktober 1923 in Bremen-Walle; † 19. Juli 2013 in La Llosa, Spanien) war ein deutscher Fußballtorwart.
Trautmann diente im Zweiten Weltkrieg als Fallschirmjäger bei der Luftwaffe. Er kämpfte drei Jahre an der Ostfront. Später wurde er an die Westfront abkommandiert, wo ihn britische Truppen gegen Ende des Krieges gefangen nahmen. Trautmann lehnte nach seiner Freilassung 1948 ein Angebot für die Rückführung ab und ließ sich in Lancashire nieder. Im Oktober 1949 unterschrieb er einen Vertrag als Torwart bei Manchester City, das damals in der ersten englischen Liga spielte. Gegen die Entscheidung des Clubs, einen früheren deutschen Fallschirmjäger aufzustellen, demonstrierten etwa 20.000 Menschen.
1956 wurde er zu Englands Fußballer des Jahres gewählt. Im selben Jahr gewann er mit seiner Mannschaft das Endspiel des FA Cups, das er trotz einer schweren Verletzung zu Ende spielte, um die Führung seines Teams zu retten. Nach dem Spiel wurde bei Trautmann ein Genickbruch diagnostiziert. Trautmann hütete bis 1964 in 545 Spielen das Tor für Manchester City. Nach seiner aktiven Laufbahn wechselte er ins Traineramt, wo er später als Teil eines Entwicklungsplans des Deutschen Fußball-Bundes das Nationaltraineramt mehrerer Länder, darunter Burma, Tansania und Pakistan, übernahm. Im Jahr 2004 zeichnete ihn Königin Elisabeth II. mit dem Order of the British Empire (OBE) für seine Verdienste um die englisch-deutsche Verständigung durch Fußball aus. Bert Trautmann starb am 19. Juli 2013 im Alter von 89 Jahren in seinem Haus im spanischen La Llosa in der Nähe von Valencia an einem Herzinfarkt.

## Leben

### Kindheit und Jugend in Bremen

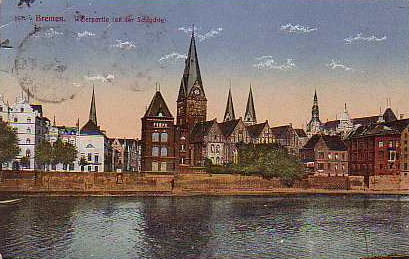
Trautmanns Geburtsort Bremen in den 1920er-Jahren

Trautmann wurde am 22. Oktober 1923 in Walle, einem Stadtteil im Westen von Bremen, geboren. Sein Vater arbeitete zunächst als Elektriker, dann als Belader in einer Düngemittelfabrik in der Nähe des Hafens, seine Mutter Frieda war Hausfrau.:8 Trautmann hatte einen jüngeren Bruder mit dem Namen Karlheinz. Bedingt durch die wirtschaftlich schwierigen Umstände in den 1920er-Jahren verkauften die Trautmanns ihr Heim und zogen in eine Mietwohnung in der Wischhusenstraße 32 in Gröpelingen, wo Trautmann bis 1941 lebte und die Schule besuchte.:6
Als Junge interessierte er sich für Sport und spielte Handball und Völkerball. Er trat mit acht Jahren in den Fußballverein TuRa Bremen:17 ein und spielte zunächst im linken Mittelfeld.
Im Jahr 1933 trat er mit zehn Jahren dem Jungvolk, der Jugendorganisation der Hitlerjugend, bei.:37 Im folgenden Jahr gewann er verschiedene Reichsjugendwettkämpfe wie den Weitsprung und 60-Meter-Lauf und erwarb das Reichssportabzeichen.:35 Mit 14 Jahren verließ er die Schule und wurde Mitglied der Hitlerjugend. Als einen von 60 Jugendlichen aus der Region Bremen wählte ihn die Hitlerjugend dazu aus, ein Landjahr an der Grenze zur Tschechoslowakei zu verbringen.:52 Neben der Arbeit auf dem Bauernhof diente das Jahr vor allem der sportlichen Betätigung. Aufgrund seiner sportlichen Leistungen nahm Trautmann an den Reichsjugendspielen im Olympiastadion Berlin teil, bei denen er den zweiten Platz im Weitsprung, dem Granatenwerfen und dem 60-Meter-Lauf belegte.:59 Im Januar 1939 begann er eine Ausbildung als Automechaniker bei Hanomag.:66

### Zweiter Weltkrieg
Trautmann meldete sich mit 17 Jahren freiwillig zur Luftwaffe; durch seine fehlende schulische Qualifikation schied die von ihm angestrebte Laufbahn als Pilot aus und er begann eine Ausbildung zum Funker.:83 Die Luftwaffe versetzte ihn Ende Januar 1941 nach Schwerin. Während seiner Ausbildung zeigte er nur geringes Interesse am Funken und bestand den geforderten Eignungstest nicht. Auf Anraten seines Kommandeurs meldete er sich zum neu gegründeten Nachrichtenregiment 35 als Teil des V. Fliegerkorps.:86
Er diente ab April 1941 nach drei Monaten Ausbildung im besetzten Polen und er war zunächst in Zamość stationiert.:88 Am 21. Juni 1941 erhielt Trautmanns Regiment den Marschbefehl zur Teilnahme am Unternehmen Barbarossa.:91 Seine Einheit war der 1. Panzerarmee der Heeresgruppe Süd unterstellt und in der Nähe von Schitomir in der nördlichen Ukraine stationiert. Durch eine Manipulation Trautmanns an einem Opel P4 verletzte sich ein Unteroffizier.:101–104 Ein Militärgericht verurteilte Trautmann zu drei Monaten Gefängnis. Aufgrund einer Blinddarmentzündung kam er in ein Militärkrankenhaus. Der behandelnde Arzt setzte ihn nach seiner Genesung als Hilfskraft ein, schickte aber weiter wöchentliche Berichte über Trautmanns Gesundheitszustand an den Kommandanten des Militärgefängnisses. Dadurch verbrachte er die Zeit bis zum Ende seiner Gefängnisstrafe als Helfer im medizinischen Dienst.:109
Im Oktober 1941 wurde sein Verband nach Dnepropetrowsk verlegt, wo der früh einsetzende Winter den weiteren Vorstoß der deutschen Wehrmacht beendete.:109 Die Versorgungswege der sowjetischen Armee waren die Angriffsziele des Verbandes. Trautmanns Einheit erzielte zu Beginn des Jahres 1942 Geländegewinne, aber die sowjetische Gegenoffensive traf sie hart. Im Frühjahr 1942 wurde sie nach Smolensk verlegt.
Trautmann meldete sich dort freiwillig zu den Fallschirmjägern und kam zur Ausbildung nach Berlin,:122 und wurde anschließend dem Fallschirmjäger-Regiment 1 der 7. Flieger-Division zugeordnet.:127 Im Frühjahr wurde Trautmann zum Unteroffizier befördert. Er wurde fünfmal ausgezeichnet, unter anderem mit dem Eisernen Kreuz Erster Klasse.
Nach seiner Beförderung zum Feldwebel wurde Trautmann einer neuen Einheit zugeteilt, die man in Erwartung einer alliierten Invasion nach Frankreich verlegte. Am 11. Februar 1945 überlebte er als einer der wenigen Angehörigen seiner Einheit die alliierte Bombardierung von Kleve. Trautmann desertierte anschließend und wollte sich in seine Heimatstadt Bremen absetzen. Am 27. März 1945 spürten ihn britische Kräfte in einer Scheune auf. Der Soldat, der ihn gefangen nahm, begrüßte ihn freundlich mit den Worten: „Hello Fritz, fancy a cup of tea?“ („Hallo Fritz, wie wär's mit einer Tasse Tee?“). Da der Krieg dem Ende zuging, unternahm Trautmann keinen Fluchtversuch. Die Briten brachten ihn in das britische Kriegsgefangenenlager POW Camp 50 (heute die Byrchall High School) in Ashton-in-Makerfield, das zwischen St. Helens und Wigan liegt. Später wurde er in ein ähnliches Lager in Huyton bei Liverpool verlegt. Bei Fußballpartien im Lager spielte er erfolgreich im rechten Mittelfeld, bis sich eines Tages kein Torhüter fand: Trautmann erwies sich als Naturtalent im Tor. Seit dieser Zeit riefen die Briten ihn Bert, da es ihnen schwerfiel, Bernd, die Kurzform seines Vornamens, korrekt auszusprechen.

### Frühe Fußball-Karriere
Als die Schließung des Gefangenenlagers bevorstand, lehnte Trautmann ein Angebot zur Repatriierung ab und blieb in England. Er arbeitete zunächst auf einem Bauernhof in Milnthorpe, später bei der Kampfmittelbeseitigung in Huyton. Trautmann spielte im Kriegsgefangenenlager POW Camp 50 in Ashton-in-Makerfield mit Fußballern wie dem späteren Schalker Karl Krause und dem Bremerhavener Günther Lühr und später als Torwart für den Provinzclub St Helens Town AFC in Lancashire. Der St. Helens Newspaper and Advertiser schrieb am 17. August 1948 über seine ersten Auftritte:

“The way he snatched the ball out of the air was amazing, and his diving was quite spectacular … Certainly, if the talent he showed on Saturday is maintained, Trautmann will be the talk of the league for long.”

„Die Art, wie er den Ball aus der Luft schnappte, war unglaublich und sein Hechten war ziemlich spektakulär … Wenn das Talent, das er am Samstag zeigte, beibehalten wird, wird Trautmann sicher lange das Thema der Liga sein.“

Trautmann zog 1949 nach Liverpool-Huyton um. Seine Fans sammelten für seinen ersten Heimaturlaub 50 Pfund. Als Trautmann zurückkehrte und für die nächste Saison verlängerte, feierte die lokale Presse dies mit mehreren Artikeln und Fotos. In St Helens traf er seine erste Verlobte, Marion Greenhill, mit der er eine Tochter hatte. Trautmann verließ seine Verlobte, noch bevor seine Tochter Frieda geboren wurde. Später traf er dort seine spätere Frau, die Tochter des Direktors, Margaret Friar, die er 1950 heiratete. Mit ihr hatte er drei Söhne: John, Mark und Stephen. Sein ältester Sohn John kam allerdings mit fünf Jahren bei einem Autounfall wenige Wochen nach dem FA-Cup-Finale 1956 ums Leben. Die Ehe zerbrach später.
Aufgrund seiner persönlichen Umstände lehnte er zunächst Angebote von Proficlubs ab. Durch seine Leistung wurde er für ein wachsendes Publikum zur Attraktion. Dadurch zog er die Aufmerksamkeit der Erstligaclubs auf sich. Es gab Anfragen von FC Arsenal, Tottenham Hotspur, FC Everton, Manchester United und Manchester City. Um Trautmann zu beobachten, arrangierte der Vereinsvorstand von City eigens ein Freundschaftsspiel gegen St Helens Town. Das finanziell beste Angebot legte der FC Burnley vor. Trautmann unterschrieb im Oktober 1949 trotzdem bei City:

„Die City-Verantwortlichen lockten St Helens’ Direktor Jack Friar zu vermeintlichen Verhandlungen nach Manchester, standen aber plötzlich vor meiner Tür. Ich lag an dem Tag mit einer Grippe im Bett. Sie schwärmten von mir und hatten einen Vertrag dabei. Ich wollte sie einfach nur loswerden – weil ich auf die Toilette musste. Doch sie redeten weiter. Irgendwann hatte ich genug und unterschrieb. Von dem Tag an war ich ein Citizen.“

### Manchester City
Bei City ersetzte Trautmann den äußerst beliebten englischen Nationaltorhüter Frank Swift. Swifts erster Nachfolger, Ron Powell, hatte nur zwölf Spiele für City gespielt und wechselte nach Trautmanns Verpflichtung zum FC Chesterfield.
Als einstiges Mitglied der Luftwaffe empfingen ihn die Fans von Manchester teilweise mit offener Feindseligkeit. Zwanzigtausend Fans gingen auf die Straße, um gegen den Transfer von Traut the Kraut zu protestieren, und manche trugen Plakate mit Aufschriften wie Off with the German! (Raus mit dem Deutschen!). Einige Fans von Manchester City gaben aus Protest ihre Dauerkarten zurück, diverse Fangruppen verfassten Protestbriefe.
Der Rabbiner von Manchester, Alexander Altmann, der selbst von den Nazis aus Deutschland vertrieben worden war, bat die Bürger der Stadt in einem offenen Brief, unvoreingenommen mit Trautmann umzugehen. Unter dem Titel Manchester City – A controversial transfer schrieb er:

“If this footballer is a decent fellow, I would say, there is no harm in it. Each must be judged on his merits.”

„Wenn dieser Fußballer ein anständiger Kerl ist, dann kann ich keinerlei Nachteil erkennen. Jeder muss nach seinen persönlichen Verdiensten beurteilt werden.“

Obwohl er privat Zweifel an Trautmanns Verpflichtung hegte, begrüßte der Mannschaftskapitän Eric Westwood, ein Normandie-Veteran, Trautmann mit den Worten: „Es gibt keinen Krieg in dieser Kabine“. Die Verantwortlichen von Manchester City versuchten in der Folge, den neuen Torwart dem Publikum bekannt zu machen. Trautmann bot etwa an, die Probleme zu diskutieren. Der Verein organisierte einen Auftritt für Pressevertreter, bei dem die Mannschaft Trautmann auf den Schultern trug.
Zudem überzeugte Trautmann seine Kritiker durch seine Leistung, und der befürchtete Boykott der Fans blieb aus. Über sein allererstes Spiel mit der Reservemannschaft gegen den FC Barnsley berichtete sogar die Times, die ihn eine der Entdeckungen der letzten Jahre nannte; die lokale Presse schrieb, dass City endlich einen Ersatz für Swift gefunden hätte.:276 Sein Auftritt im ersten Auswärtsspiel in London gegen den FC Fulham erregte ebenfalls großes Medieninteresse. Die Fans beschimpften Trautmann als ehemaligen Fallschirmjäger angesichts der Zerstörung der Stadt durch die Luftwaffe als „Kraut“ und „Nazi“. Manchester City stand zu dieser Zeit in der Liga unter Druck und die Öffentlichkeit erwartete allgemein eine vernichtende Niederlage gegen Fulham. Durch Trautmanns Paraden verlor City nur 0:1. Nach dem Schlusspfiff applaudierten ihm nicht nur die eigenen, sondern auch die gegnerischen Spieler und die Fans von Fulham. Trautmann beschrieb den Tag mit den Worten:

“I wanted to show the people I was a good goalkeeper and a good German and things went my way that day. But for both sets of players to applaud me off at full-time and for the Fulham fans to give me a standing ovation, it’s something I will never forget.”

„Ich wollte den Leuten zeigen, dass ich ein guter Torwart und ein guter Deutscher war, und die Dinge liefen gut für mich an diesem Tag. Aber dass die Spieler beider Mannschaften mir nach Ende des Spiels applaudierten und die Fulham-Fans mich mit Standing Ovation feierten, ist etwas, das ich nie vergessen werde.“

Manchester City stieg am Ende der Saison trotz Trautmanns Leistungen in die zweite Liga ab. Dem Verein gelang jedoch auf Anhieb der Aufstieg zurück in die höchste Spielklasse. In den folgenden Jahren etablierte sich Trautmann als einer der besten Torhüter der Liga. Er spielte bis auf fünf Spiele in allen folgenden 250 Ligaspielen seines Vereins.
Später allerdings hätte er fast den Weg zurück nach Deutschland genommen. Ende 1952 sagte Trautmann dem FC Schalke 04 einen Wechsel nach Gelsenkirchen zu. Trautmann wusste, dass er als Legionär vom Bundestrainer Sepp Herberger nicht für die deutsche Nationalmannschaft aufgestellt werden würde, und erhoffte sich von diesem Wechsel eine Berücksichtigung. Der Transfer scheiterte letztlich an der verlangten Ablösesumme von 20.000 Pfund Sterling – zu jenem Zeitpunkt etwa 200.000 Deutsche Mark, wobei Schalke nur 1.000 Pfund Sterling geboten hatte.
In der Mitte der 1950er-Jahre führte der Manchester-City-Trainer Les McDowall ein neues taktisches System mit einem bis ins Mittelfeld zurückgezogenen Mittelstürmer ein, der sich die Torchancen selbst erarbeitete, bekannt als der Revie Plan, nach dem Mittelstürmer Don Revie. Die taktischen Neuerungen beruhten auf dem Auftritt der ungarischen Nationalmannschaft am 25. November 1953 im Wembley-Stadion, als diese die auf dem heimischen Rasen als unbesiegbar geltende englische Mannschaft mit 6:3 schlug. Das System hing von der Aufrechterhaltung des Ballbesitzes ab, was von Trautmann erforderte, seine Wurfkraft einzusetzen. Für die Torhüter der Trautmann-Ära war es üblich, nach einer Parade den Ball so weit wie möglich nach vorne zu treten. Dagegen versuchte Trautmann, vom ungarischen Torhüter Gyula Grosics beeinflusst, die Angriffe durch das Werfen des Balls zu einem der Flügelspieler, etwa Ken Barnes oder John McTavish, einzuleiten. Der Flügelspieler spielte dann zu Revie, und dieser entwickelte den Angriff.
Innerhalb weniger Jahre wurde Trautmann zum besten Torhüter der englischen Liga und zählte zur Weltspitze. Das mutige Herausstürmen aus dem Torraum und das Sichhineinwerfen in den Schuss galten als seine Spezialität. Er beherrschte sie perfekt und besaß zudem noch die Begabung, selbst aus kürzester Entfernung abgefeuerte Bälle mit seinen „magnetischen Händen“ sicher festzuhalten.

### FA-Cup-Finale 1956

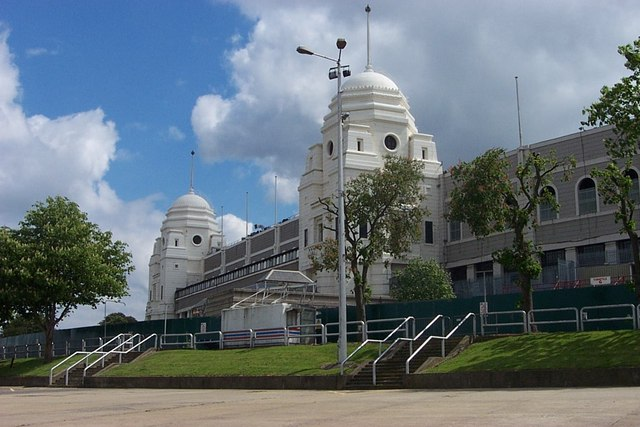
Das alte Wembley-Stadion, Austragungsort der FA-Cup-Finale

In England unvergessen ist das Finale des FA Cups 1956 im Londoner Wembley-Stadion, in dem Manchester City gegen Birmingham City antrat und 3:1 gewann. In der 75. Spielminute warf sich Trautmann in eine flache Hereingabe vor den Fünfmeterraum und wurde dabei von Birminghams Stürmer Peter Murphy mit dem Knie im Nacken getroffen. Da zu dieser Zeit noch keine Auswechslungen erlaubt waren, spielte Trautmann auch die restliche Viertelstunde und avancierte zum Spieler des Tages, weil er trotz Verletzung sein Tor verbissen gegen das anstürmende Birmingham sauber hielt. Eine Röntgenuntersuchung drei Tage nach dem Spiel ergab, dass Trautmann sich bei dem Zusammenprall mit Murphy einen Genickbruch zugezogen hatte und fünf weitere Halswirbel ausgerenkt waren. Diese Verletzung hätte unter unglücklichen Umständen tödlich enden können. Er war gezwungen, fünf Monate von Kopf bis zu den Hüften in Gips eingehüllt zu verbringen, und musste danach mit einer Schutzkappe spielen.

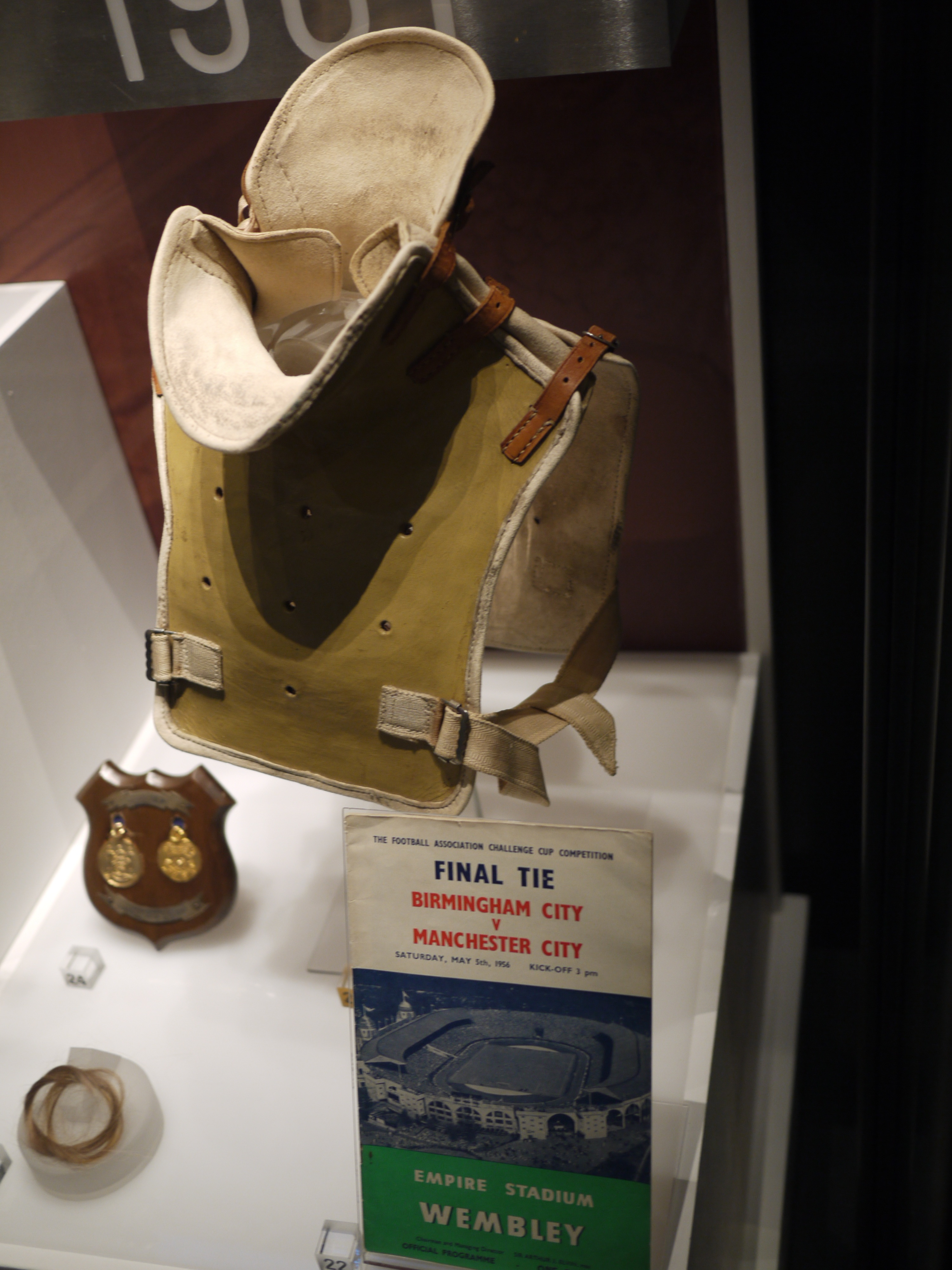
Bert Trautmanns Halsstütze, die er nach seiner Verletzung trug

In seiner „Kulturgeschichte der Torhüter“ hält Christoph Bausenwein die Beschreibung eines Kritikers zur Torhüterleistung von Trautmann im Cupfinale 1956 gegen Birmingham mit folgenden Worten fest: „Er ist immer gut und oft ist er fabelhaft. Und dann gibt es noch Tage, an denen er übernatürliche Dinge verrichtet. Und einen seiner besten Tage hat er in diesem Finale.“
Zwischen 1949 und 1964 spielte Trautmann 545 Mal für Manchester City. Trautmann wurde 1956 schon vor seinem Auftritt im Finale des FA Cups als nach dem Iren Johnny Carey zweiter ausländischer Spieler in England zum Fußballer des Jahres gewählt. Zuvor hatte er bereits 1955 im Pokalfinale gestanden, dieses gewann jedoch das von Jackie Milburn angeführte Newcastle United. 1960 entschied sich der englische Fußballverband, bei den Ligaauswahl-Mannschaften auch Ausländer zuzulassen. Trautmann war Kapitän dieses All Star-Teams, das gegen die irische Liga antrat und gegen eine Auswahl der italienischen Serie A spielte.

### Karriereende bei Manchester City
Er beendete 1964 nach 15 Jahren seine Karriere als Spieler mit 41 Jahren in seinem 590. Spiel. Wahrscheinlich 13.000 Zuschauer mehr als die offiziell zugelassenen 47.000 Zuschauer wohnten seinem Abschiedsspiel im völlig überfüllten Stadion an der Maine Road bei – ein bemerkenswerter Gesinnungswandel der zuerst so ablehnenden Fans. Trautmann war in diesem Spiel Kapitän einer Manchester-Auswahl, für die unter anderem Bobby Charlton und Denis Law spielten, gegen eine England-Auswahl mit unter anderem Tom Finney, Stanley Matthews und Jimmy Armfield. Nach der Partie würdigte ihn Bobby Charlton als „einen der größten Torhüter aller Zeiten.“ Der sowjetische Torwart Lew Jaschin erklärte: „Es gab nur zwei Weltklasse-Torhüter. Einer war Lew Jaschin, der andere war der deutsche Junge, der in Manchester spielte – Trautmann.“
Trautmann sagte dazu:

“I couldn’t have felt prouder and I felt very emotional that the people of Manchester had come out in such numbers to pay their respects to me. It was the final chapter of a wonderful playing career for me.”

„Ich könnte mich nicht stolzer gefühlt haben und ich fühlte mich emotional überwältigt, dass die Menschen von Manchester in so großer Zahl gekommen waren, um mir ihren Respekt zu zollen. Es war das letzte Kapitel einer wunderbaren Spielerkarriere für mich.“

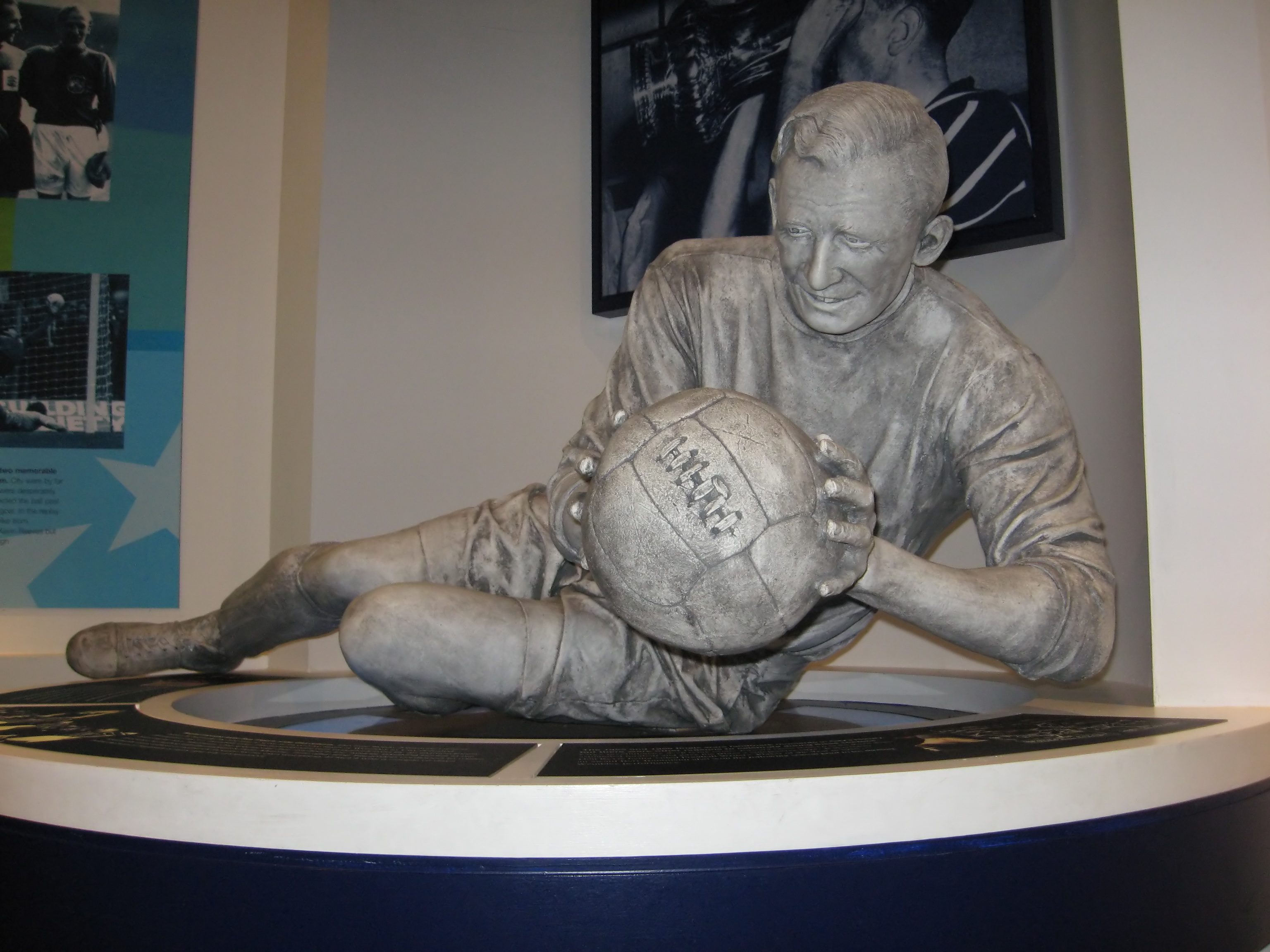
Skulptur von Bert Trautmann im Stadtmuseum von Manchester

Im Stadion an der Maine Road rissen die Fans die Torpfosten heraus, da zwischen diesen Pfosten niemand anderes mehr stehen sollte als Trautmann. Trautmann ist ein prominentes Beispiel eines Deutschen, der im Zweiten Weltkrieg gegen die Briten kämpfte und sich nach dessen Ende in deren Herzen spielte. In England gilt Bert Trautmann noch immer als einer der besten Torhüter aller Zeiten.
Auf seine ungewöhnliche Karriere vom Kriegsgefangenen zum Liebling der Fans angesprochen, sagte Trautmann:

“My education only began the day I arrived in England. People were so kind and decent, they didn’t see an enemy prisoner, they saw a human being. The British made me what I am […] I come back four or five times a year and always think: Great, I’m home.”

„Meine Erziehung begann erst mit dem Tag, als ich in England ankam. Die Leute waren so nett und anständig, sie sahen in mir keinen Kriegsgefangenen, sie sahen in mir ein menschliches Wesen. Die Briten machten mich zu dem, was ich bin […] Ich komme vier oder fünf Mal im Jahr zurück und immer denke ich: „Toll, ich bin zu Hause“.“

### Weitere Karriere
Nachdem er Manchester City verlassen hatte, spielte er noch kurze Zeit für Wellington Town. In dieses Jahr fiel auch die Scheidung seiner Ehe. Von 1964 bis 1966 war Bert Trautmann Trainer bei Stockport County und anschließend von Juli 1967 bis September 1968 bei Preußen Münster in der Regionalliga, der damaligen zweithöchsten Spielklasse Deutschlands. In der Saison 1969/70 betreute er die Mannschaft des SC Opel Rüsselsheim in der Regionalliga Süd.

### Internationaler Fußball

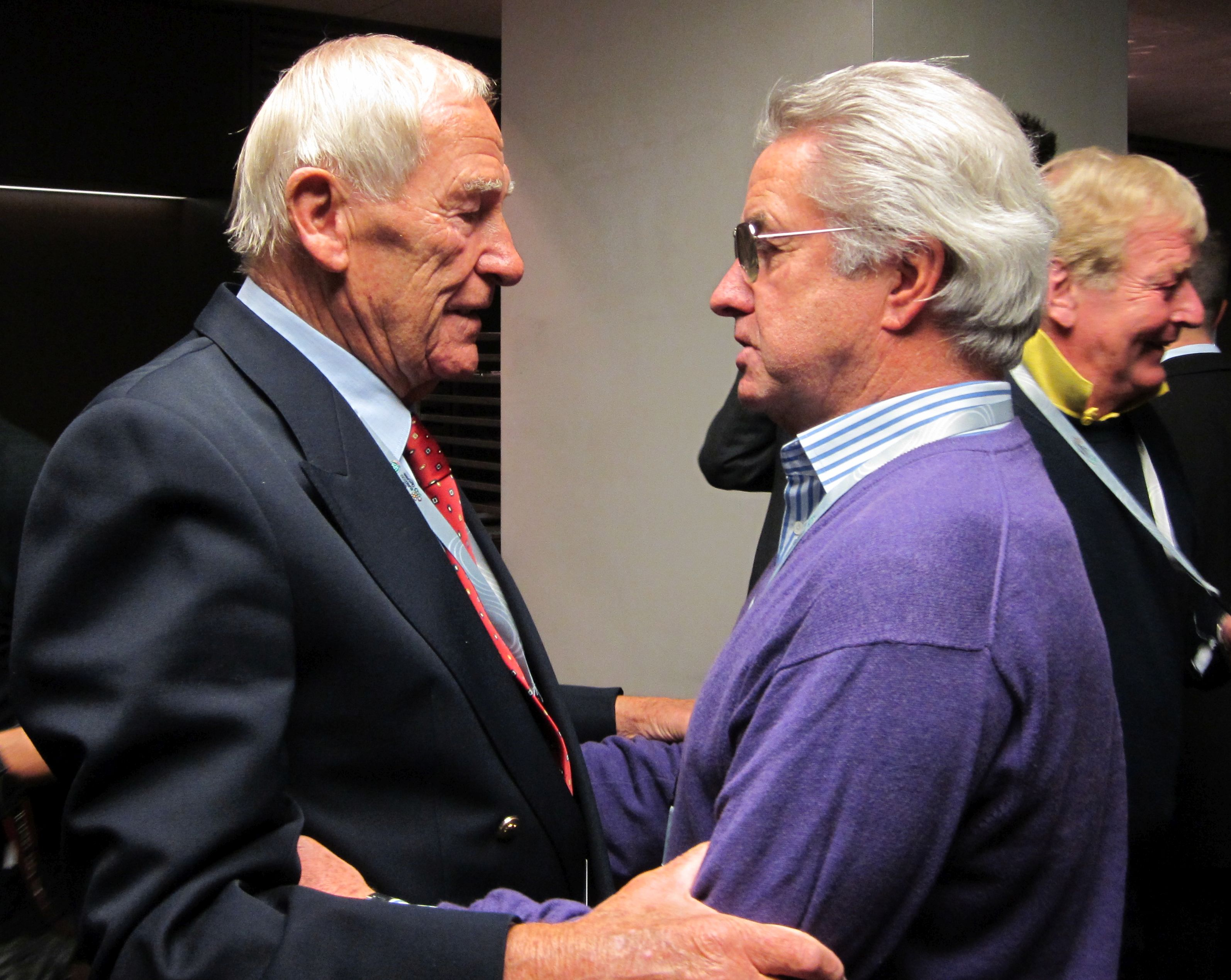
Bert Trautmann (links) mit Bernd Patzke bei einer DFB-Veranstaltung im Berliner Olympiastadion im Oktober 2010; rechts Karl-Heinz Schnellinger

Bert Trautmann stand nie im Aufgebot der deutschen Nationalmannschaft, da Bundestrainer Sepp Herberger in seiner Mannschaft keine Legionäre einsetzte. Seine Rolle beim ersten Spiel der Nationalmannschaft in England im Dezember 1954 beschränkte sich auf die eines Übersetzers und landeskundigen Helfers. Bei der Fußball-Weltmeisterschaft 1966 stellten die Organisatoren Trautmann als offiziellen Attaché ab. Bei der Fußball-Europameisterschaft 1996 in England gehörte er der DFB-Delegation an.
Später war Trautmann als „Botschafter“ des deutschen Fußballs weltweit unterwegs. So war er Trainer der Nationalmannschaft Burmas (1972–1974), mit der er sich für das olympische Fußballturnier 1972 in München qualifizierte. In Burma heiratete er nach 1972 die Deutsche Ursula van der Heyde; diese Ehe hielt bis 1982.
Es folgte die Station in Tansania (1975–1978), ehe er unter dem damaligen DFB-Chefausbilder Gero Bisanz in der Sporthochschule Köln im Lehrgang des Jahres 1978 die Ausbildung zum Fußball-Lehrer absolvierte. Danach führte er seine internationale Aufbauarbeit in den Ländern Liberia (1978–1981), Pakistan (1981–1983), Jemen (1983–1985) und Malta (1987) fort. Im Juni 2004 gründete er einen gemeinnützigen Förderverein, der das Stiftungskapital für die Trautmann Foundation sammelt. Ziel dieser Stiftung soll es sein, mittels Fußball die deutsch-britische Verständigung zu fördern. Bis zu seinem Tod besuchte er regelmäßig Spiele seines ehemaligen Vereins Manchester City.

### Tod
Bert Trautmann, der 2013 bereits zwei Herzinfarkte überstanden hatte, starb am 19. Juli 2013 in seinem Haus in der Nähe von Valencia an einem weiteren Herzinfarkt im Alter von 89 Jahren. Dort lebte er ab 1991 mit seiner dritten Frau Marlis. Mit seiner ersten Ehefrau Margaret Friar, mit der er von 1950 bis 1972 verheiratet war, hatte er drei Söhne. In zweiter Ehe war er in den 1970ern bis 1982 mit Ursula von der Heyde verheiratet. Zudem hatte er eine Tochter. Sein Tod löste große Betroffenheit und Anteilnahme aus und fand große Resonanz in der nationalen und internationalen Presse, die seine ungewöhnliche Karriere vom Kriegsgegner zum legendären Torhüter herausstellte.
Manchester City widmete das Auftaktspiel der Premier-League-Saison 2013/14 Trautmann. Die Spieler liefen sich Trautmann zu Ehren in Torhüter-Trikots mit der Aufschrift Trautmann 1 warm. Die Shirts wurden zu Gunsten der Trautmann Foundation versteigert. Außerdem vergibt der Verein seit jener Saison den Bert Trautmann Award for Special Contribution für herausragende Leistungen auf oder jenseits des Platzes.
FIFA-Präsident Sepp Blatter sagte über Trautmann in einem Nachruf:

“In his contribution to Anglo-German relations following the Second World War, Bert Trautmann was a prime example of how football can be used to bring people together and forget their differences, one that FIFA is proud to follow in its social development work across the globe.”

„Mit seinem Beitrag zu den deutsch-englischen Beziehungen nach dem Zweiten Weltkrieg war Bert Trautmann ein Paradebeispiel dafür, wie der Fußball die Menschen zusammenbringt und sie ihre Differenzen vergessen, eines, dem die FIFA in ihrer sozialen Entwicklungsarbeit auf der ganzen Welt stolz folgt.“

Der DFB-Präsident Wolfgang Niersbach nannte Trautmann einen großartigen Sportler und wahren Gentleman:

„Er kam als Soldat und damit als Kriegsgegner nach England und wurde auf der Insel ein umjubelter Held. Er war schon zu Lebzeiten eine Legende. Seine außergewöhnliche Karriere wird für immer in den Geschichtsbüchern bleiben.“

## Auszeichnungen

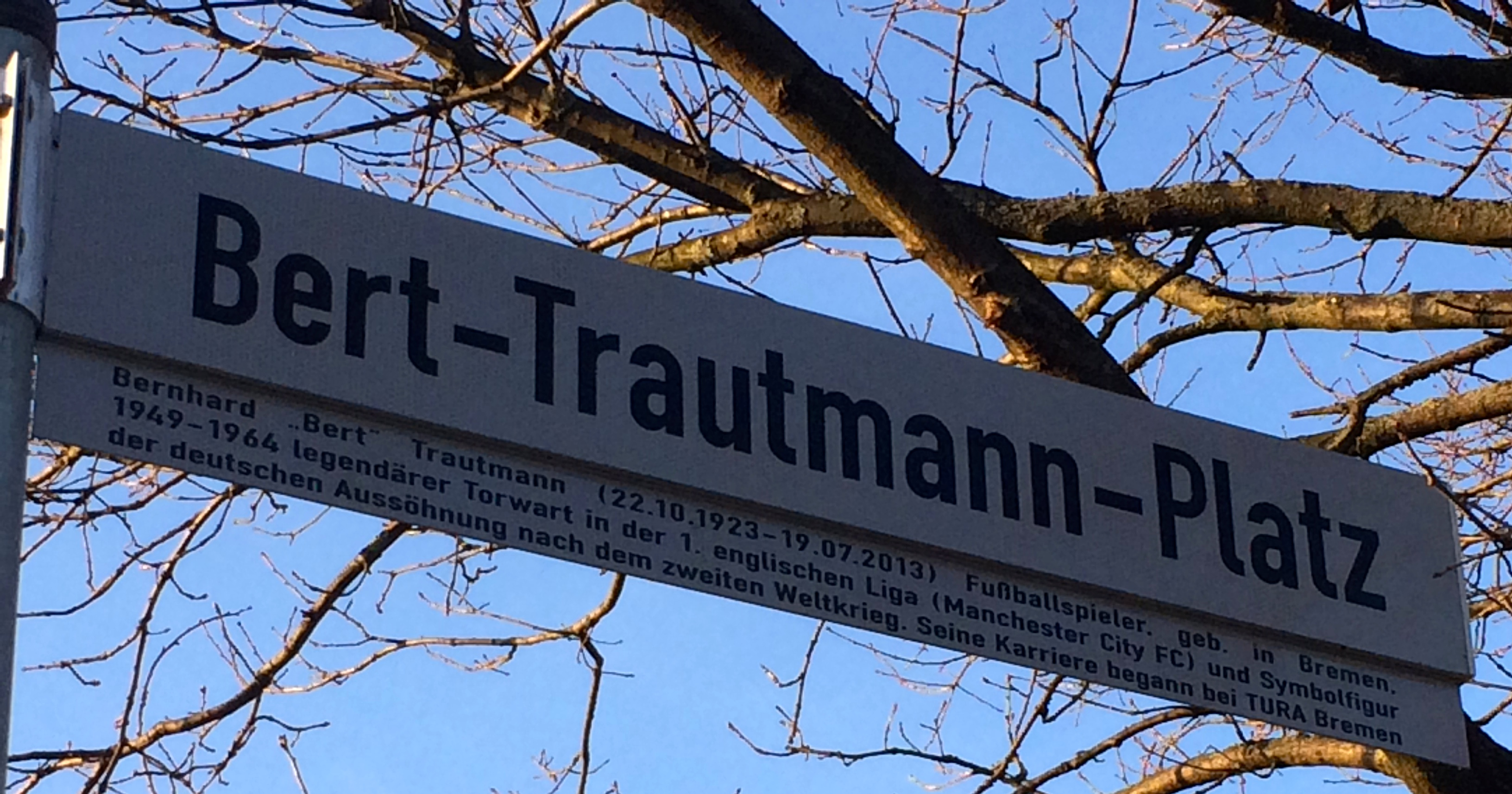
Straßenschild mit Legende am Bert-Trautmann-Platz in Bremen

Bert Trautmann erhielt in seinem Leben zahlreiche Ehrungen und Auszeichnungen. So wurde er im Jahr 1956 zu Manchesters Spieler des Jahres sowie, als erster Deutscher, zu Englands Fußballer des Jahres gewählt. Im selben Jahr gewann er mit Manchester City den FA Cup. Im Jahr 1997 erhielt er das Bundesverdienstkreuz. 1999 folgte der Georg von Opel-Preis.
Im Jahr 2002 wurde er zur Football Legend of the Football League gewählt. Königin Elisabeth II. ernannte Bert Trautmann im Oktober 2004 in Anerkennung seiner Verdienste um die deutsch-britischen Beziehungen zum Honorary Officer of the Most Excellent Order of the British Empire. Im nachfolgenden Jahr erfolgte die Aufnahme in die English Football Hall of Fame des englischen Fußball-Verbandes.
Eine besondere Ehre erwiesen ihm die Fans von Manchester City, als sie ihn 2007 zum zweitbesten Manchester-City-Spieler aller Zeiten nach Colin Bell wählten. Die Deutsche Akademie für Fußball-Kultur verlieh ihm 2008 den Walther-Bensemann-Sonderpreis und er erhielt im selben Jahr auch die DFB-Nadel mit Brillant. 2011 erfolgte schließlich die Aufnahme in die Hall of Fame des deutschen Sports.
Im Bremer Stadtteil Gröpelingen erinnert seit März 2014 der Bert-Trautmann-Platz vor der Sportanlage von TuRa Bremen an seine Herkunft und sportlichen Anfänge. Zudem wurde im Juli 2023 am Haus Wischhusenstraße 32, in dem Trautmann als Kind lebte, eine Gedenktafel angebracht. Auch in Manchester erinnert eine Straße mit seinem Namen, die Trautmann Close im Stadtteil Rusholme, an ihn.
2023 erfolgte postum die Aufnahme in die Hall of Fame des deutschen Fußballs.

## Karrierestatistik
| Verein             | Saison          | Liga                   | Liga   | Liga | FA Cup | FA Cup | League Cup | League Cup | Gesamt | Gesamt |
| Verein             | Saison          | Liga                   | Spiele | Tore | Spiele | Tore   | Spiele     | Tore       | Spiele | Tore   |
| ------------------ | --------------- | ---------------------- | ------ | ---- | ------ | ------ | ---------- | ---------- | ------ | ------ |
| St Helens Town AFC | 1948/49         | Liverpool Combination  | 34     | 0    | 1      | 0      | —          | —          | 35     | 0      |
| St Helens Town AFC | 1949/50         | Lancashire Combination | 9      | 0    | 1      | 0      | —          | —          | 10     | 0      |
| Gesamt             | Gesamt          | Gesamt                 | 43     | 0    | 2      | 0      | —          | —          | 45     | 0      |
| Manchester City    | 1949/50         | First Division         | 26     | 0    | 0      | 0      | —          | —          | 26     | 0      |
| Manchester City    | 1950/51         | Second Division        | 42     | 0    | 1      | 0      | —          | —          | 43     | 0      |
| Manchester City    | 1951/52         | First Division         | 41     | 0    | 2      | 0      | —          | —          | 43     | 0      |
| Manchester City    | 1952/53         | First Division         | 42     | 0    | 3      | 0      | —          | —          | 45     | 0      |
| Manchester City    | 1953/54         | First Division         | 42     | 0    | 2      | 0      | —          | —          | 44     | 0      |
| Manchester City    | 1954/55         | First Division         | 40     | 0    | 6      | 0      | —          | —          | 46     | 0      |
| Manchester City    | 1955/56         | First Division         | 40     | 0    | 7      | 0      | —          | —          | 47     | 0      |
| Manchester City    | 1956/57         | First Division         | 21     | 0    | 2      | 0      | —          | —          | 23     | 0      |
| Manchester City    | 1957/58         | First Division         | 34     | 0    | 1      | 0      | —          | —          | 35     | 0      |
| Manchester City    | 1958/59         | First Division         | 41     | 0    | 2      | 0      | —          | —          | 43     | 0      |
| Manchester City    | 1959/60         | First Division         | 41     | 0    | 1      | 0      | —          | —          | 42     | 0      |
| Manchester City    | 1960/61         | First Division         | 40     | 0    | 4      | 0      | 2          | 0          | 46     | 0      |
| Manchester City    | 1961/62         | First Division         | 40     | 0    | 2      | 0      | 1          | 0          | 43     | 0      |
| Manchester City    | 1962/63         | First Division         | 15     | 0    | 0      | 0      | 1          | 0          | 16     | 0      |
| Manchester City    | 1963/64         | Second Division        | 3      | 0    | 0      | 0      | 0          | 0          | 3      | 0      |
| Gesamt             | Gesamt          | Gesamt                 | 508    | 0    | 33     | 0      | 4          | 0          | 545    | 0      |
| Wellington Town    | 1964/65         | Southern League        | 2      | 0    | 0      | 0      | —          | —          | 2      | 0      |
| Gesamt             | Gesamt          | Gesamt                 | 2      | 0    | 0      | 0      | —          | —          | 2      | 0      |
| Karriere Gesamt    | Karriere Gesamt | Karriere Gesamt        | 553    | 0    | 35     | 0      | 4          | 0          | 592    | 0      |

## Publikationen
- Steppes To Wembley. Verlag Robert Hale, London 1956, OCLC 504446972.

## Filme und Dokumentationen
- 2018: Trautmann, Spielfilm von Marcus H. Rosenmüller
- 2019: Boris Poscharsky: Bert Trautmann – Vom Kriegsgefangenen zur Torwart-Legende, NDR Fernsehen, 30 Min.[43]
- 2020: Jan-Dirk Bruns, János Kereszti: Vom Nazi zum englischen Fußballidol – Torwartlegende Bert Trautmann. Bremedia Produktion, im Auftrag von Radio Bremen, 29 Min.

## Literatur

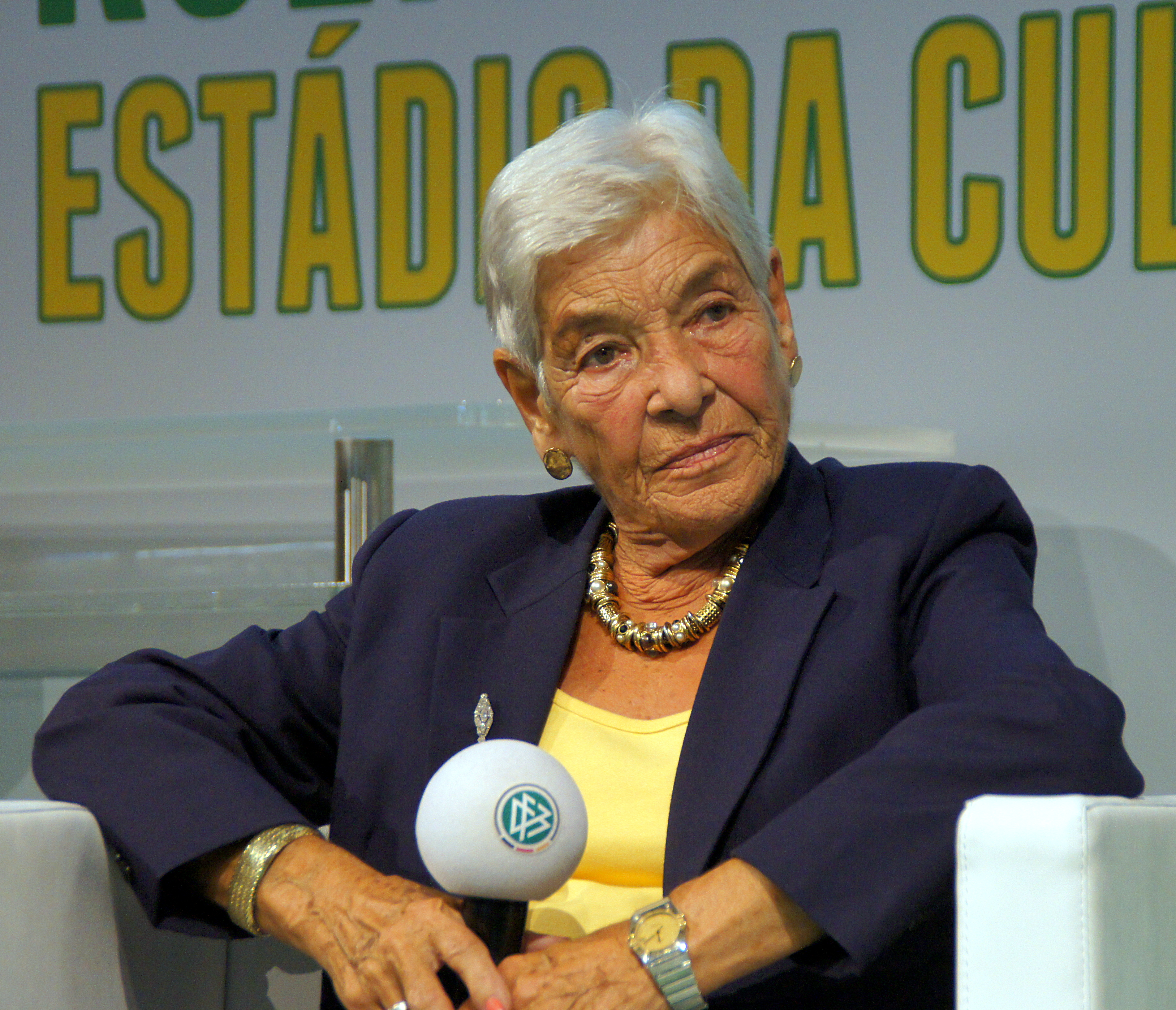
Bert Trautmanns letzte Ehefrau Marlis bei der Vorstellung der deutschen Übersetzung der Biografie ihres Ehemanns „Trautmanns Weg. Vom Hitlerjungen zur englischen Fußball-Legende“ von Catrine Clay auf der Frankfurter Buchmesse 2013.